# Bálványos Huba
Bálványos Huba (Budapest, 1938. június 7. – Budapest, 2011. augusztus 12.) Munkácsy Mihály-díjas magyar grafikusművész, egyetemi tanár.

## Életútja
1956 és 1962 között a Magyar Képzőművészeti Főiskolán tanult, ahol Ék Sándor, Pap Gyula, Raszler Károly, Szőnyi István voltak a mesterei. 1963-tól 1972-ig ugyanitt ábrázoló geometriát tanított. 1977-től a budapesti Tanítóképző Főiskola oktatója, 1989-től tanszékvezető a Vizuális Nevelési Tanszéken, a vizuális nevelés témakörében számos publikációja jelent meg.
Alakos munkáinak többsége litográfia, vegyes technikájú rajz és grafika. Nagyméretű falképeket is készített, iskolai emlékfalat és bronz portrédomborműveket. Linómetszeteiből, grafikáiból tematikus és/vagy műfajok szerinti mappák jelentek meg. Könyvillusztrációkat is készített. Grafikáit egyéni és csoportos kiállításokon szerepeltette itthon és külföldön, 1968–1987 között a magyar grafika csaknem mindegyik külföldi vándor kiállításán szerepelt alkotásaival. Számos közgyűjtemény őrzi műveit, köztük a Magyar Nemzeti Galéria (Budapest), Déri Múzeum (Debrecen), Herman Ottó Múzeum (Miskolc), Janus Pannonius Múzeum (Pécs), Miskolci Galéria, Munkácsy Mihály Múzeum (Békéscsaba), Puskin Múzeum (Moszkva), Sárospataki Képtár.
1980-81-ben részt vett a Makói Művésztelep munkájában. 1986 és 1990 között a Magyar Képzőművészek és Iparművészek Szövetségének (MKISZ) alelnöke. A Pedagógusképző Főiskola Vizuális Nevelési Kollégiumának alapító elnöke volt. Kitűnő tanítványai vannak, köztük Erdős Anna keramikus művész.

## Kiállítások (válogatás)[6]

### Egyéni
- 1968 • Fémmű, Csepel, Budapest • KISZ Klub, Újpesti Hajógyár, Budapest
- 1970, 1982 • Városi Mozi, Kecskemét • Csepel Galéria, Budapest
- 1973 • Miskolci Galéria, Miskolc (Gyurcsek Ferenccel) • Rákóczi Múzeum, Vaja
- 1975 • Kassák Klub, Budapest
- 1976 • Helikon Galéria, Budapest
- 1977 • Zománcipari Művek Galéria, Salgótarján
- 1978 • Nagytétényi Kastélymúzeum
- 1979 • Rátkai Klub, Budapest
- 1980 • Kernstok Terem, Tatabánya • Atelier Mensch, Hamburg
- 1981 • Helytörténeti és Munkásmozgalmi Múzeum, Marcali • József Attila Klubkönyvtár, Miskolc
- 1982 • Városi Kiállítóterem, Kazincbarcika • Mezőgazdasági Főiskola, Kaposvár
- 1983 • Építők Klubja, Budapest • Almásy téri Szabadidő Központ, Budapest
- 1984 • KÉK Galéria, Érd • M-Galéria, Budapesti Műszaki Egyetem, Budapest
- 1985 • G. Dell'Incisione, Brescia • Újpesti Mini Galéria, Budapest • Tanítóképző Főiskola, Baja
- 1986 • Erzsébetvárosi Galéria, Budapest • Babits Múzeum Művelődési Központ, Szekszárd
- 1988 • Magyar Intézet, Szófia
- 1989 • UNEAC Kiállítóterem, Havanna
- 1991 • Kossuth Lajos Művelődési Központ, Sátoraljaújhely
- 1993 • Városi Galéria, Zirc
- 1994 • Sárospataki Képtár, Sárospatak
- 1996 • Kék Iskola Galéria, Csepel
- 1998 • Madách Imre Gimnázium Galéria, Salgótarján.
- 2011 • Tisztelet a mesternek – Bálványos Huba kiállítása, Szőnyi István Emlékmúzeum, Zebegény

### Csoportos
- 1968, 1978 • Grafikai Biennálé, Firenze
- 1968 • 11. Magyar Képzőművészeti kiállítás; Kecskeméti Művésztelep, Katona József Múzeum, Kecskemét
- 1968, 1974, 1976, 1978, 1981, 1982 • Téli Tárlat, Miskolc
- 1968, 1974 • Balatoni Nyári Tárlat
- 1969 • Ifjúsági Biennálé, Párizs
- 1969, 1979, 1981, 1985, 1987 • Országos grafikai biennálé, Miskolc
- 1969 • Derkovits-ösztöndíjasok
- 1972 • Dózsa-kiállítás, Magyar Nemzeti Galéria, Budapest
- 1972, 1975, 1979-1981, 1986 • Nyári Tárlat, Szeged
- 1975-1977, 1979 • Rajzkiállítás, Miskolci Galéria, Miskolc
- 1976, 1986 • Intergrafik, Berlin
- 1979 • Grafikai Biennálé, Heidelberg
- 1980 • Rajzkiállítás, Magyar Nemzeti Galéria, Budapest • József Attila pályázati kiállítás, Magyar Nemzeti Galéria, Budapest
- 1982, 1986, 1988 • II., III., IV. Országos Rajzbiennálé, Nógrádi Sándor Múzeum, Salgótarján
- 1985 • 40 alkotó év, Műcsarnok, Budapest • Gabrovo (Bulgária)
- 1986 • Szakszervezetek Országos Tanácsa-ösztöndíjasok
- 1987 • Rajzkiállítás, Csontváry Galéria, Budapest
- 1988 • In memoriam Bartók, Vigadó Galéria, Budapest
- 1994 • Makói Művésztelep, Makó
- 1996 • Szőnyi István és köre, Koller Galéria, Budapest
- 1997 • Kecskeméti litográfiák (1963-1973), Kecskeméti Képtár, Kecskemét.

### Köztéri alkotásai (válogatás)
- Ladányi Mihály (portré, dombormű, 1990, Dévaványa, Ladányi Mihály Emlékház)
- Tamási Áron (bronz, portrédombormű, 1993, Kelenvölgyi Általános Iskola)
- Petőfi Sándor (bronz, fa, portrédombormű és emlékfal, 1996, Budapest, XI. kerület, Petőfi Sándor Általános Iskola és Gimnázium).

## Grafikáival készült mappákból
- Téglás, ofszet, 1981;
- Bálványos Huba 20 rajza (1976-1981), ofszet, 1982;
- Ad astra, 15 linóleummetszet, Magyar Nemzeti Galéria, Széchenyi Stúdió, 1984;
- Álmok és jelenések (Simor Andrással), 10 litográfia, 1988;
- Európai idill (Baranyi Ferenccel, Csala Károllyal, Simor Andrással), 10 litográfia, 1990.

## Díjak, elismerések
- 1969–1971: Derkovits Gyula képzőművészeti ösztöndíj
- 1968: Monte dei Paschi di Siena, aranyérem, Grafikai Biennálé, Firenze
- 1979: Munkácsy Mihály-díj
- 1979: Szegedi Nyári Tárlat díja
- 1985: SZOT-ösztöndíj
- 1997: Szent-Györgyi Albert-díj
- 2008: Eötvös József-díj
- 2010: Csokonai Vitéz Mihály-díj